# Säkerhetsnål

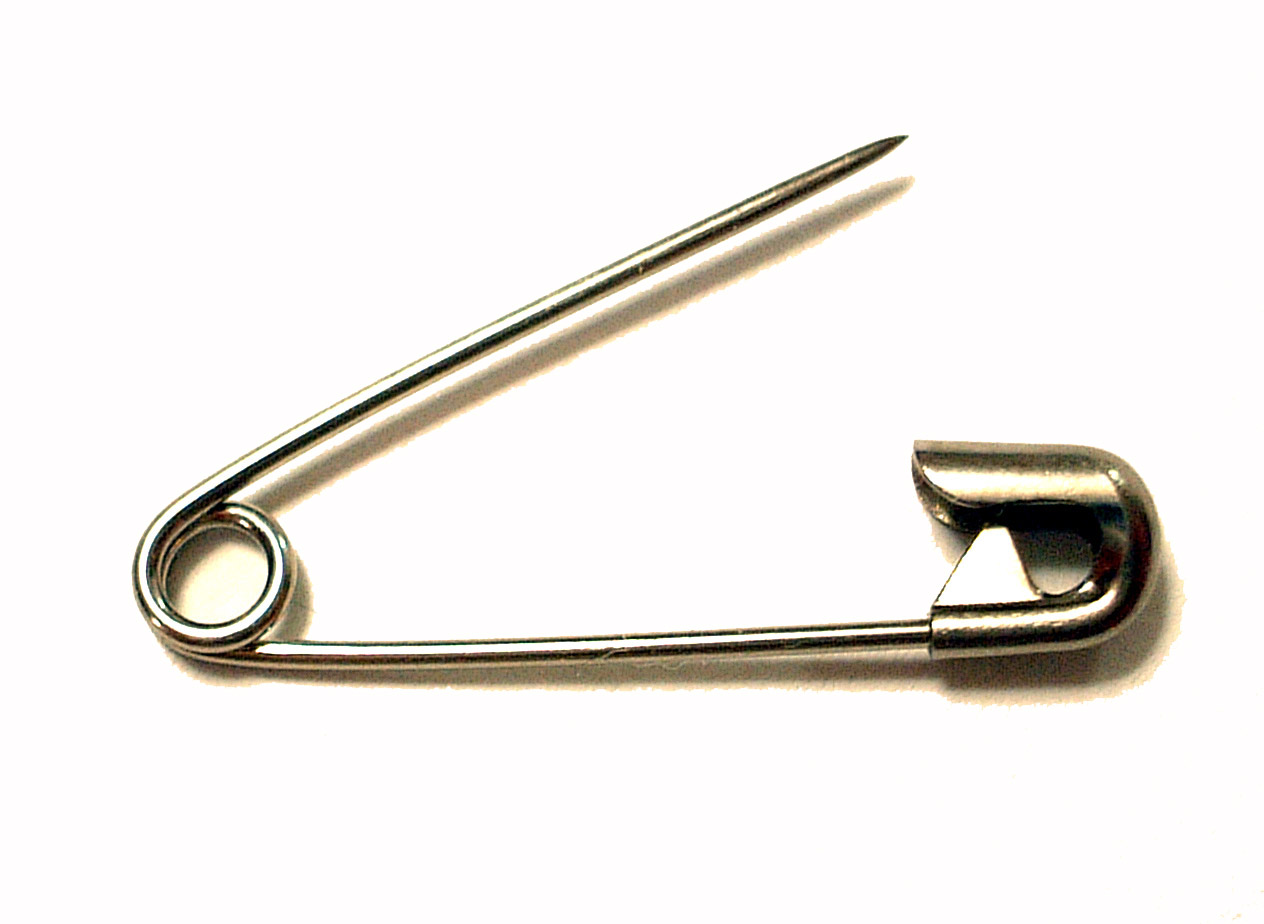
Öppen säkerhetsnål.

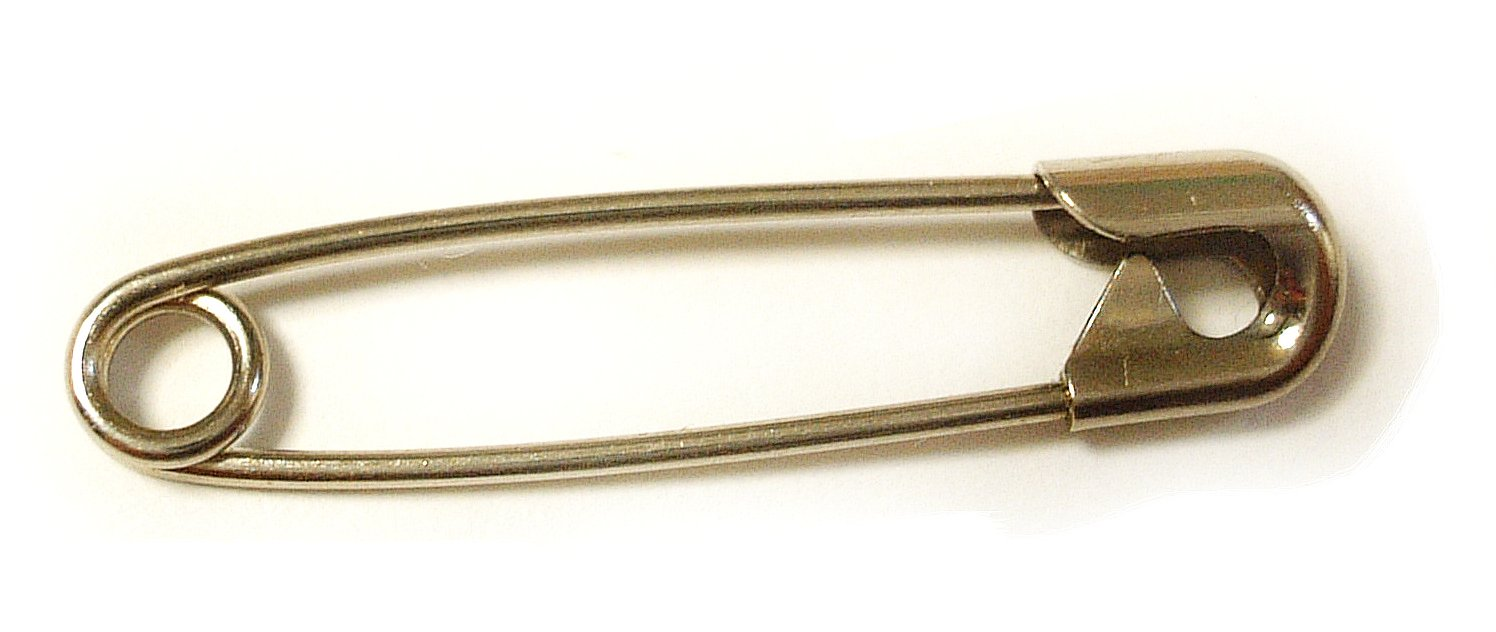
Stängd säkerhetsnål

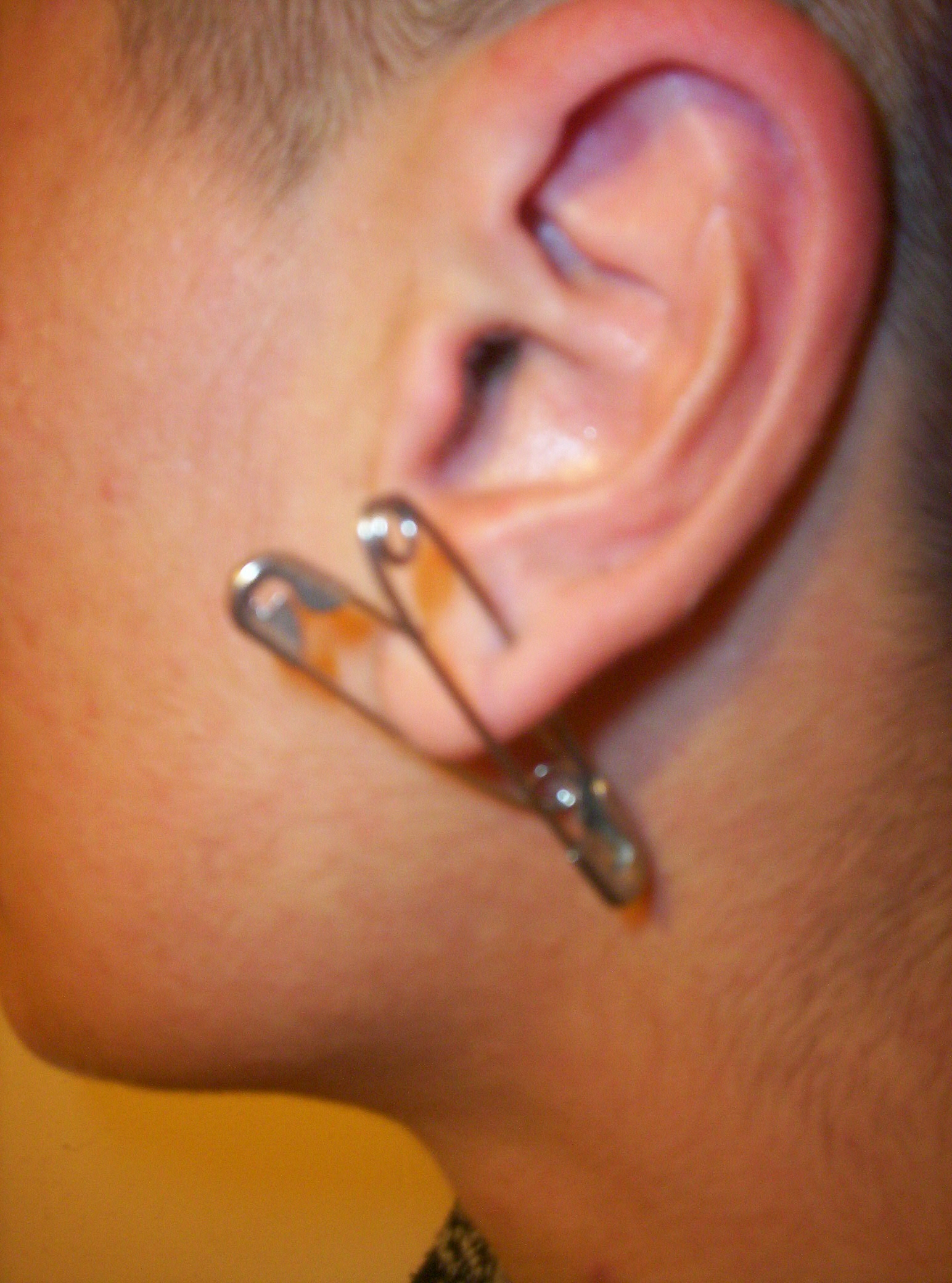
Säkerhetsnålar som smycken.

En säkerhetsnål är en enkel fästanordning som består av en båge som i ena ändan är en nål och i andra ändan har en klämma. Nålen är fjädrande och vid användning stänger man säkerhetsnålen genom att fästa nålens spets i klämman. Säkerhetsnålen bildar då en slinga som håller ihop det man satt nålen i, och döljer samtidigt nålspetsen så att man inte sticker sig på den. Säkerhetsnålar används vanligtvis för att tillfälligt hålla ihop två mjuka, ofta textila, material.

## Ursprung
Säkerhetsnålen har gamla anor. Redan de gamla grekerna och egyptierna använde sig av den, då framför allt som en fibula. Man tror idag att de första säkerhetsnålarna såg dagens ljus runt 2000 f.Kr.
Fjädern på säkerhetsnålen, den lilla öglan där man viker själva nålen, uppfanns av Walter Hunt och patenterades år 1849. Hunt hade en skuld på 15 dollar men hans långivare erbjöd sig att skriva av skulden om de fick rättigheterna till alla former Hunt kunde böja en ståltråd. Det tog tre timmar för Hunt att bli av med sin skuld. Han fick bara 400 dollar för patentet. Den cirkelrunda öglan har som funktion att fjädra ur så att nålen inte ska lossna ur sitt fäste, något som alltså varit ett problem i nästan fyratusen år.

## Kultur
Säkerhetsnålar används som dekoration på kläder inom olika kulturer. Främst är den känd som fibulan och dräktspännen i äldre kulturer men även till folkdräkter. I den skotska kilten ingår den inte bara som en dekoration utan också som en ihophållare av kilten. Den moderna säkerhetsnålen dekorerar ofta kläder och används även som smycken inom många punkkulturer.